# Charles Claude Dubut
Charles Claude Dubut (* um 1687 in Paris; † 23. Mai 1742 in München) war ein französischer Bildhauer und Stuckateur.

## Leben
Nach seiner Ausbildung in Paris und Rom war Charles Dubut am Dresdener Hof tätig, danach in Berlin. Während der Ära Eosanders arbeitete er für den preußischen König Friedrich I. bereits mit J. Esclafer. So schuf er für das Berliner Stadtschloss imposante Stuckaturen – etwa in der Großen Bildergalerie.
1716 wurde Bartholomäus Damart Hofbildhauer in Berlin, während Dubut vom bayerischen Kurfürsten Maximilian II. Emanuel an den bayerischen Hof berufen wurde („expressé nach München zu kommen“) und als „ein überaus berühmter Künstler in der Bildhauerkunst“ 600 Gulden bezog.

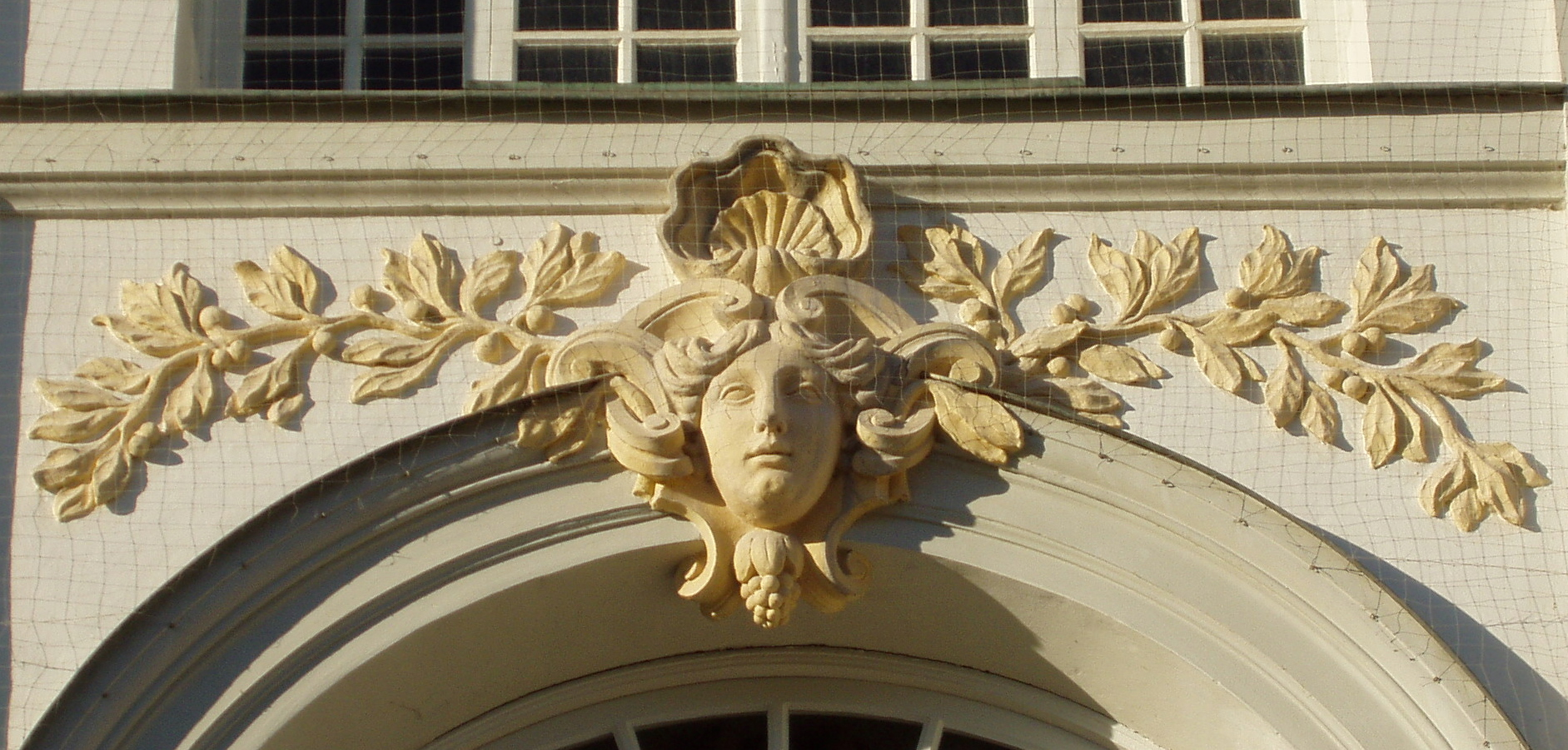
Frauenbüste Eingangsbereich Schloss Nymphenburg

In München unterhielt er seit 1718 im Schlossgarten Neudeck in der Au eine Bildhauerwerkstatt und Bronzegießerei. Seine Mitarbeiter in München waren Nicolas Le Tellier (1724/1725), Christian Dargoust (Argoust), Johann Esclafer, Dominicus, Maratti, Magnus Veichtmayer sowie ab 1732 zwei seiner Söhne:
Jean Dubut war Maler (erwähnt 1756/1766) und Friedrich Wilhelm Dubut (* 1711) war Bildhauer, nach 1742 Wachsbossierer bei August III. von Polen.
Nach dem Tod Maximilian Emanuels wurde Dubut Opfer der Sparmaßnahmen dessen Nachfolgers: Ab 1727 erhielt er keine Zahlungen mehr, der Hof blieb ihm 9000 Gulden schuldig. Mit seinen neun Kindern lebte er in bestürzender Armut.

## Werk

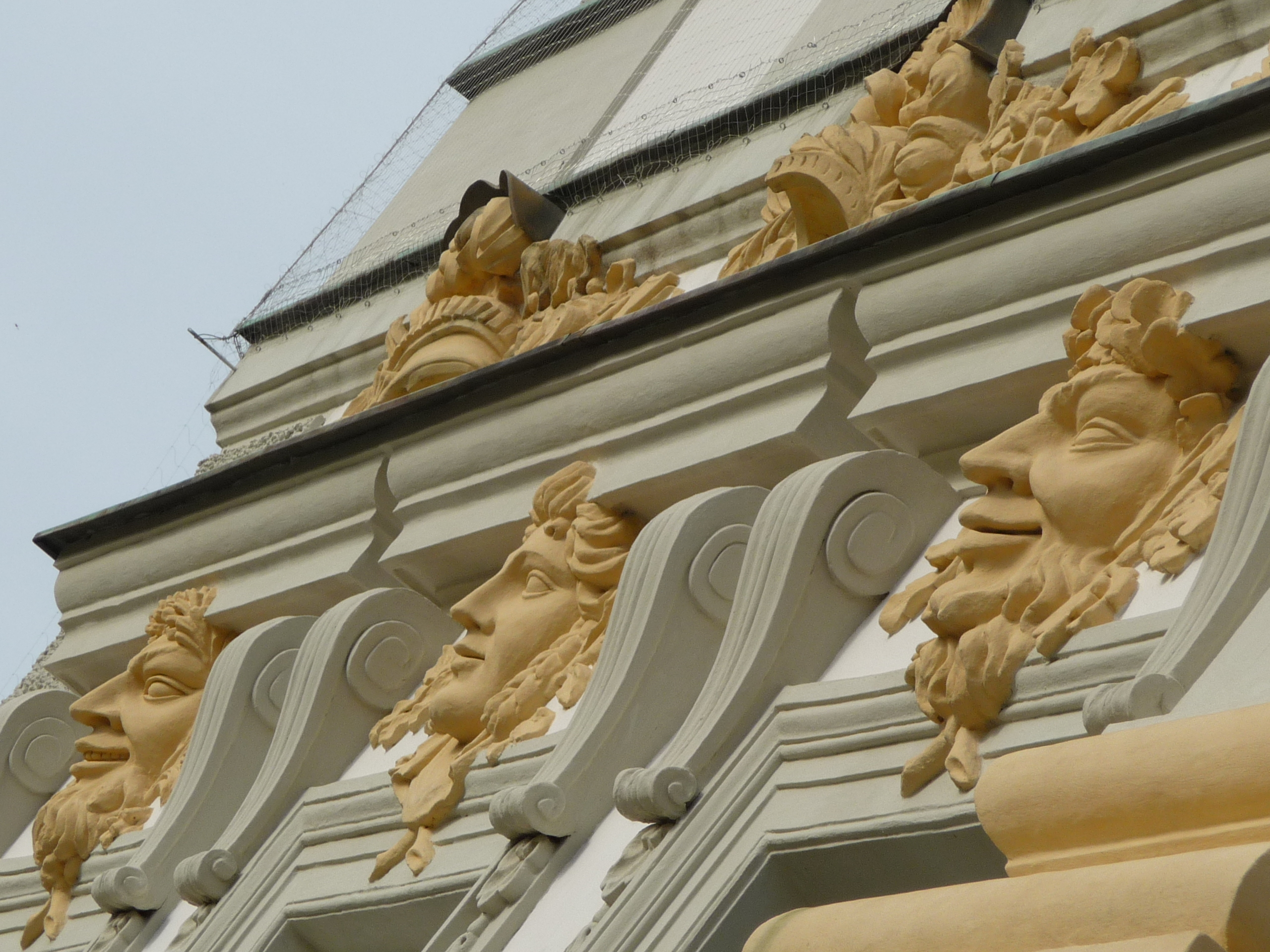
Der barocke Stuck an der Fassade von Schloss Nymphenburg stammt von Charles Claude Dubut.

Charles Dubut schuf unter dem kurbayerischen Hofbaumeister Joseph Effner Arbeiten im Stil des späten Louis XIV. und war beteiligt an der Innenausstattung und am Fassadenschmuck für die Schlösser Schleißheim, Fürstenried und Nymphenburg, für die Münchner Residenz und die Badenburg im Nymphenburger Schlosspark. Er schuf Bauplastik in Stuck, in Eisen- und Bronzeguss wie Wappen, Mascarons (etwa am Eingang des Nymphenburger Schlosses), Puttengruppen, Reliefs, Ziervasen, Trophäenbündel, Hermen, Sphingen, Gemälderahmen, Blumenkörbe und Bronzebecken. 1719 ein Modell für das Treppenhaus von Schloss Schleißheim „auf Herrn Effners Anschaffung“, die „23 Kapitel und zwei Modell und Form von Gips zu den zwei Hauptfiguren an der Hauptstiege nach Schleißheim“. Bedeutsam sind die 12 Herkules-Hermen mit Puttenreliefs im Schleißheimer Viktoriensaal, einem der schönsten Innenräume des Barock.
Eine Wachsbüste des Kurfürsten Maximilian Emanuel befindet sich im Bayerischen Nationalmuseum in München.

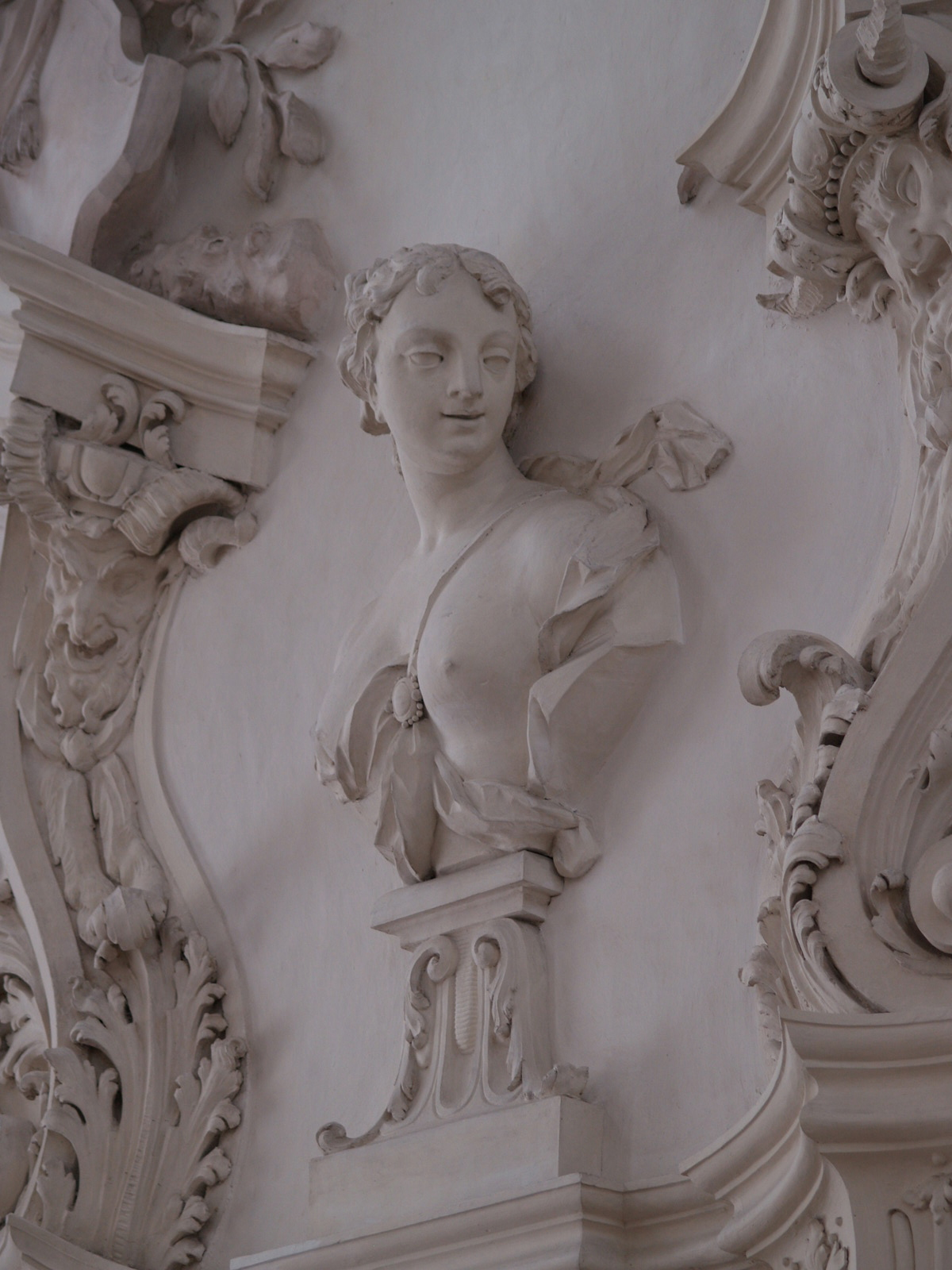
Gartensaal Schloss Schleißheim – Frauenbüste mit Faunen
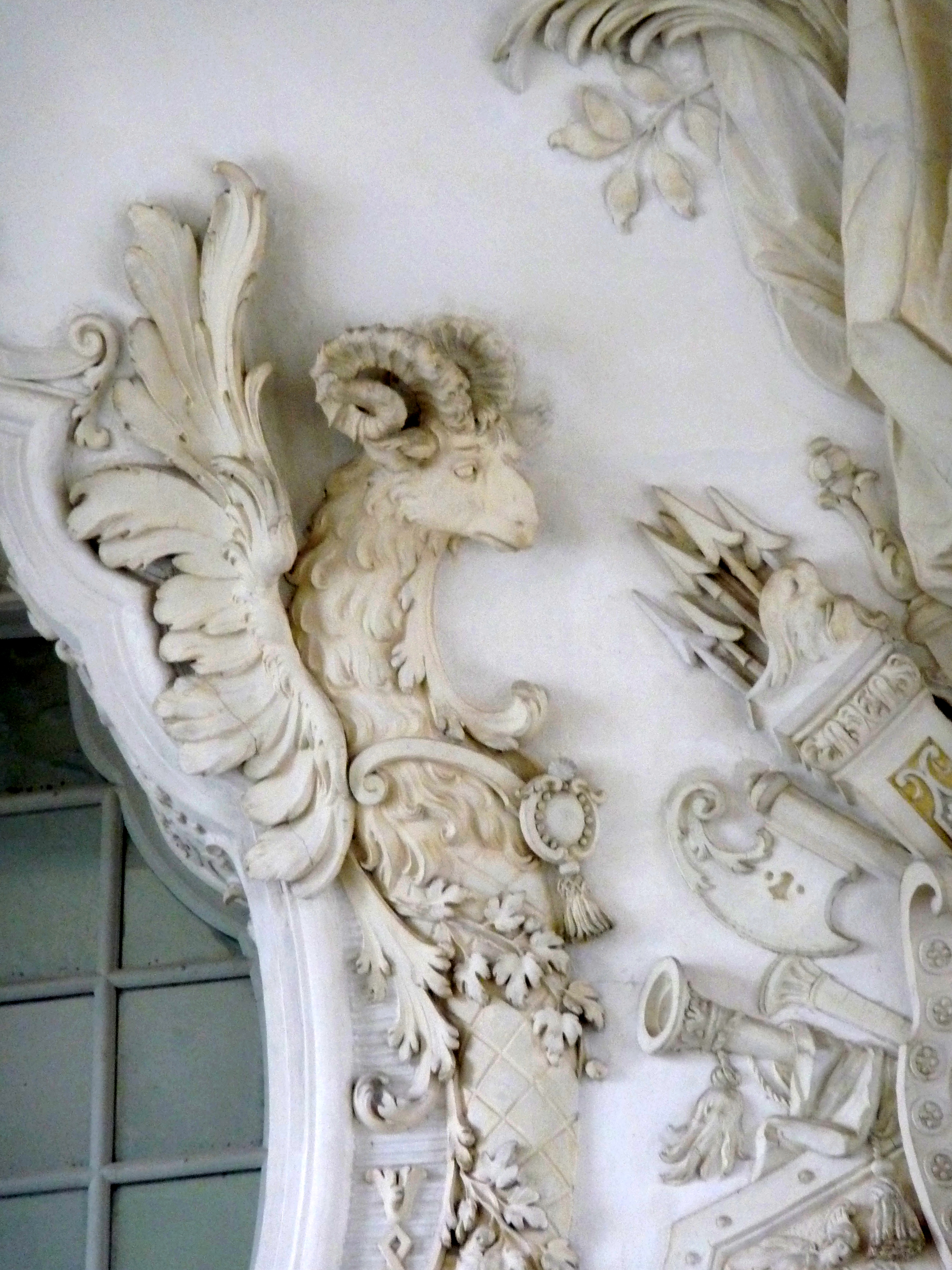
Innenstuck im Viktoriensaal von Schloss Schleißheim.
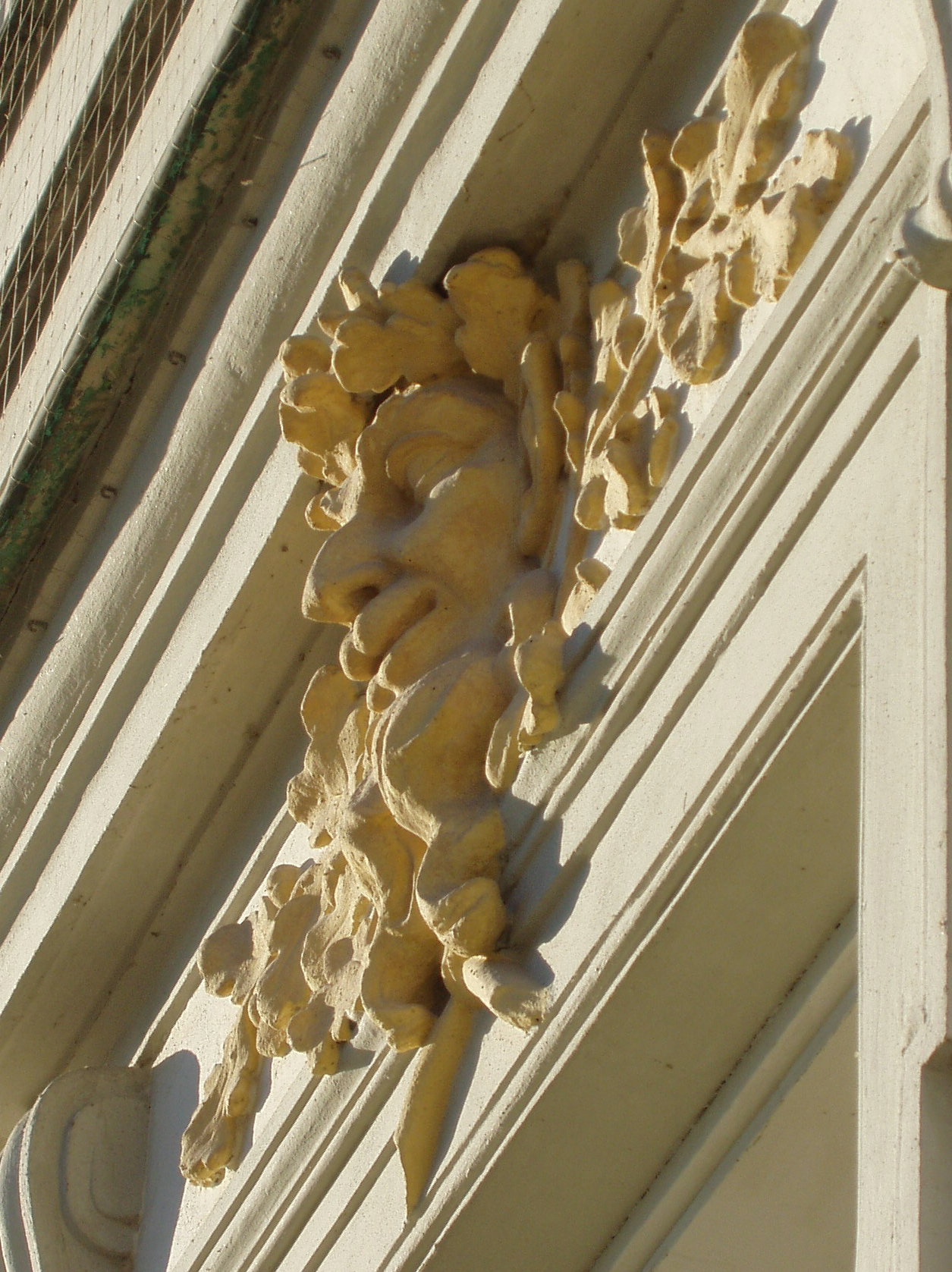
Faun Eingangsbereich Schloss Nymphenburg
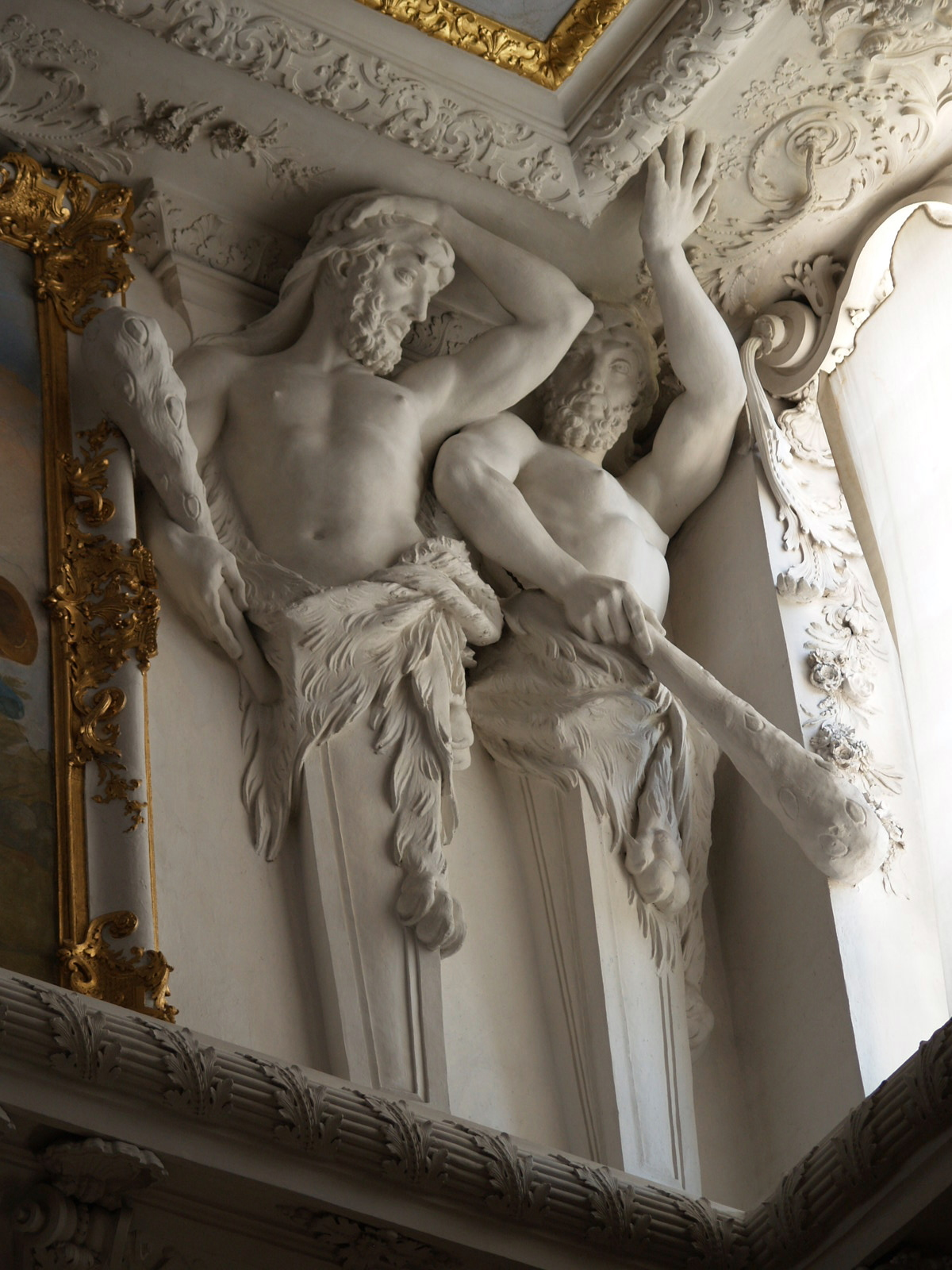
Detail Gartensaal – Herkulen